# They Shoot Pictures, Don’t They?
They Shoot Pictures, Don’t They?, kurz TSPDT, ist eine Website, die 2006 von dem australischen Publizisten Bill Georgaris gegründet wurde.
Die Auswertung zahlreicher Filmkritiken und Fachbeiträge wird bei TSPDT unter anderem in Form von einer Filmliste präsentiert, die eine Rangliste der 1.000 besten Filme anhand der ausgewerteten Quellen vornimmt. Zusätzlich werden Informationen zu den einzelnen Filmen und Regisseuren angeboten und es gibt eine separate Liste zu Filmen aus dem 21. Jahrhundert und der Kategorie Film noir.
Nach eigenen Angaben war das Hauptanliegen des Gründers von TSPDT, Filmbegeisterten eine zusätzliche, cineastische Ressource anzubieten. Englisch ist die Sprache sämtlicher Unterseiten und Einzelbeschreibungen, die auf TSPDT verfügbar sind. Der Name der Website ist eine Anspielung auf den Filmtitel They Shoot Horses, Don’t They? (Nur Pferden gibt man den Gnadenschuss) von 1969.

## Inhalte auf TSPDT

### Liste der 1.000 besten Filme
Das Projekt wurde 2006 ins Leben gerufen und wird in der Regel einmal jährlich aktualisiert. Unter anderem wurden die von Sight & Sound, der Publikation des British Film Institute, erstellten Listen mit ausgewertet. Im Jahr 2015 basierte die Bestenliste von TSPDT noch auf der Auswertung von 2.169 Fachkritiken und Bestenlisten.
Im Februar 2017, als die zwölfte Version des Projekts online ging, bezog sich die Liste schon auf insgesamt 8.797 Fachbeiträge, die für ihre Erstellung ausgewertet wurden.
Für die 14. Überarbeitung der Filmliste wurden 2019 10.736 Einzellisten von Filmkritikern und Regisseuren sowie Publikationen und Institutionen ausgewertet. Insgesamt wurden so Bewertungen von und Informationen zu 18.586 Filmen erfasst. Neben der Auflistung der so zusammengetragenen „1.000 besten Filme aller Zeiten“, sind auch die jeweils höchste Platzierung und der Platzierungsverlauf abrufbar.
Im Februar 2021 waren insgesamt 20.430 Filme auf TSPDT gelistet. Zu den genutzten Ressourcen für die Bewertung zählen neben Fachzeitschriften wie Sight & Sound (mit Abstand die am häufigsten häufigsten genutzte Quelle), Senses of Cinema (vierteljährliche Onlinefilmzeitschrift), Positif (Frankreich), Independent Lens (USA) sowie Kinejun (Japans älteste Filmzeitschrift). Außerdem stützt die Liste sich auf Einzelbeiträge und Listen von Filmkritikern von Rezensions-Sammlungen wie Rotten Tomatoes, Your Movie Database (Kritikerbeiträge), oder Filmblogs wie z. B. Filmes do Chico (Brasilien). Die Bewertungen einiger Museen wie dem polnischen Kino Muzeum oder der belgischen Cinémathèque royale de Belgique gingen ebenfalls mit in die Liste ein, sowie Beiträge aus cineastischen Fachbüchern und Kritikerblogs (z. B. von Jonathan Rosenbaum). Außerdem wurden Feuilleton-Beiträge aus internationalen Tageszeitungen wie El País (Spanien), Ta Nea (Griechenland), The Beijing News (China), Newsweek (USA) und der BBC (Großbritannien) ausgewertet und mit berücksichtigt.
Die 20. Version, vom 1. Januar 2025, berücksichtigt insgesamt 25,562 Filme, die von 16,874 Filmlisten und Rankings aus. Die online zur Verfügung gestellten Listen sind nach unterschiedlichen Parametern sortierbar.
Die ersten zehn Plätze sind seit 2021 unverändert:
| Platz | Titel                             | Land | Regie                    | Jahr | Platzierung 2024 |
| ----- | --------------------------------- | ---- | ------------------------ | ---- | ---------------- |
| 1.    | Citizen Kane                      | USA  | Orson Welles             | 1941 | 1                |
| 2.    | Vertigo – Aus dem Reich der Toten | USA  | Alfred Hitchcock         | 1958 | 2                |
| 3.    | 2001: Odyssee im Weltraum         | USA  | Stanley Kubrick          | 1968 | 3                |
| 4.    | Die Reise nach Tokyo              | JAP  | Ozu Yasujirō             | 1953 | 5                |
| 5.    | Die Spielregel                    | FR   | Jean Renoir              | 1939 | 4                |
| 6.    | Der Pate                          | USA  | Francis Ford Coppola     | 1972 | 7                |
| 7.    | Achteinhalb                       | IT   | Federico Fellini         | 1963 | 6                |
| 8.    | Sunrise                           | USA  | Friedrich Wilhelm Murnau | 1927 | 8                |
| 9.    | Der Schwarze Falke                | USA  | John Ford                | 1956 | 9                |
| 10.   | Die sieben Samurai                | JAP  | Akira Kurosawa           | 1954 | 10               |

Zur Konzentration auf einige Herkunftsländer, sowie dem Alter der gelisteten Filme, siehe Reaktionen und Kritikpunkte.

### Liste der besten Regisseure
Zusätzlich zu der Liste der 1.000 besten Filme, wird eine Liste der besten Regisseure präsentiert, deren Werk und Besonderheiten mit Einzeleinträgen gewürdigt werden.
Die Filmdatenbank Internet Movie Database (IMDb), auf der ebenfalls Bewertungen von Filmen vorgenommen werden, zitiert die Liste der 250 besten Regisseure, versieht diese jedoch mit eignen Kurzbeschreibungen.
Am Beispiel des Erstplatzierten, Alfred Hitchcock, sieht man deutlich, dass die Plattformen unterschiedliche Informationen zu dem Regisseur bietet. Auf IMDb ist u. a. eine komplette Auflistung der Auszeichnungen mit dabei. Der Eintrag auf TSPDT beinhaltet dagegen zahlreiche Zitate aus Fachmedien, sowie Informationen dazu, welche Regisseure der Arbeit des Porträtierten besondere Wertschätzung entgegenbrachten.

### Weitere Filmlisten und Nutzerumfrage

#### Filme des 21. Jahrhunderts
Unter dem Titel „The 21st Century's Most Acclaimed Films“ waren 2022 insgesamt 8.696 Filme auf TSPDT gelistet, die ab dem Jahr 2000 entstanden sind. Diese Filme sind unterdurchschnittlich in der Bestenliste vertreten, mit nur zwei Platzierungen innerhalb der ersten 100 Plätze; Wong Kar-Wai belegt mit In the Mood for Love (2000) Platz 42 und David Lynch mit Mulholland Drive – Straße der Finsternis (2001) Platz 50.
Hier finden Nutzer unterschiedliche Sortiermöglichkeiten, wobei es auch möglich ist, sich diese Filme nach Beliebtheit anzeigen zu lassen.
Der am höchsten platzierte Film ab 2000 aus Deutschland ist Toni Erdmann von Maren Ade. Obwohl der Film erst 2016 entstanden ist, belegt er hier Platz 13, was die höchste Platzierung für einen Film ist, der nach 2015 gedreht wurde.
In Sachen Diversität der Herkunftsländer ist die Liste der neueren Filme etwas breiter aufgestellt, innerhalb der Top 10 sind sechs Länder vertreten, wobei zwei Filme aus Thailand sind.

#### 1.000 Filme aus dem Bereich Film noir
Zunächst wurden für diese Sparte 100 Filme, aus dem Bereich Film noir vorgestellt, die am häufigsten von Filmkritikern erwähnt wurde. Diese Filme sind mit einer kleinen 100 gekennzeichnet (wobei das Symbol des Verkehrsschildes für Tempo 100 gewählt wurde). Darauf aufbauend wurde die Liste entsprechend erweitert, sodass (im März 2022) insgesamt 885, aus der Kategorie Film noir bei TSPDT gelistet waren. Hier gibt es keine Bestenliste, aber die Möglichkeit Filme entweder nach Titel, Regisseur, Produktionsland oder Erscheinungsjahr (der älteste ist Das Cabinet des Dr. Caligari von 1920) sortiert aufzurufen.

#### Nutzerumfrage
Mittlerweile präsentiert TSPDT zusätzlich das Ergebnis einer eigenen Umfrage der Nutzer und hat (im August 2021) 1.005 Filme präsentiert, die aus insgesamt 5.945 Einzelnennungen von 1.983 Nutzern der Plattform am häufigsten genannt wurden. Eine Liste der am häufigsten genannten Regisseure gehört ebenfalls zu den Ergebnissen der Umfrage.
Unter anderem riefen Streaming-Dienste wie Mubi Nutzer zur Beteiligung an der TSPDT-Umfrage auf.

## Reaktionen und Kritikpunkte

### Anerkennung durch Fachmedien
Das US-amerikanische Filmmagazin Cineaste hat TSPDT in seine Liste von empfohlenen Websites mit aufgenommen. In der Sparte persönliche Webpräsenzen wird die Seite mit der Beschreibung vorgestellt; sie betrachte eine große Anzahl von Filmklassiker sowie Gegenwartsfilme aus dem Blickwinkel der Auteur-Theorie.
An der Abstimmung zur Auswahl der besten Filme, durch das internationale Filmmagazin Sight & Sound, durfte der TSPDT-Gründer Bill Georgaris sich bereits 2012 beteiligen.

### Kritik an fehlender Diversität der Herkunftsländer
Bill Georgaris legt auch die von ihm verwendeten Quellen offen, dabei gibt er an, 1.984 Beiträge, die alle aus Sight & Sound stammen, verwendet zu haben, was eine Ursache für die Häufigkeit unterschiedlicher Herkunftsländer darstellt.
Eine simple Auszählung ergibt, dass von den 100 erstplatzierten Filme (aus der Liste der 1.000 besten Filme) 45 entweder aus den USA kamen, oder mit US-amerikanischer Beteiligung entstanden waren. Von den ersten 50 Filmen waren es sogar 23. Eine ähnliche Konzentration von Filmen aus den Vereinigten Staaten wies auch die Bestenliste von Sight & Sound (aus dem Jahr 2012) auf; hier waren es 16 aus den Top-50, gefolgt von Frankreich mit 12 Platzierungen innerhalb der ersten 50 Plätze.

### Fokussierung auf Filme aus den 1950er- und 1960er-Jahren
Ein weiterer Kritikpunkt ist, dass die Auswertung der zugrunde liegenden Quellen überdurchschnittlich viele Filme enthält, die bereits 50 Jahre oder älter sind. Während die Anzahl der vor 1950 entstandenen Filme, zwischen 2002 und 2012, in der Gewichtung (des British Film Institute) bereits leicht rückläufig waren, kamen 29 der Top-50-Filme aus den 1950er- oder 1960er-Jahren.
Die auffallende Nähe zum British Film Institute zeigt sich auch in der Übereinstimmung, die es insbesondere bei den hohen Platzierungen bei beiden Best-of-Listen gibt. Innerhalb der Top 10 sind insgesamt acht Filme auf beiden Listen vertreten.